# Comuna Tokari, raionul Sumî, regiunea Sumî
Tokari (în ucraineană Токарі) este o comună în raionul Sumî, regiunea Sumî, Ucraina, formată din satele Cervona Dibrova, Tokari (reședința) și Zațarne.

## Demografie
Componența lingvistică a comunei Tokari
     Ucraineană (92,85%)
     Rusă (6,09%)
     Alte limbi (0,58%)
Conform recensământului din 2001, majoritatea populației comunei Tokari era vorbitoare de ucraineană (92,85%), existând în minoritate și vorbitori de rusă (6,09%).